# Convocazioni per il campionato mondiale di calcio 1954
Elenco dei giocatori convocati da ciascuna Nazionale partecipante ai Mondiali di calcio 1954.
L'età dei giocatori riportata è relativa al 16 giugno 1954, data di inizio della manifestazione.

## Gruppo 1

### Brasile
Commissario tecnico: Zezé Moreira
| N. | Pos. | Giocatore     | Data nascita (età)         | Pres. | Squadra       |
| -- | ---- | ------------- | -------------------------- | ----- | ------------- |
| 1  | P    | Castilho      | 27 novembre 1927 (26 anni) | -     | Fluminense    |
| 2  | D    | Djalma Santos | 27 febbraio 1929 (25 anni) | -     | Portuguesa    |
| 3  | D    | Nílton Santos | 16 maggio 1927 (27 anni)   | -     | Botafogo      |
| 4  | D    | Brandãozinho  | 9 giugno 1925 (29 anni)    | -     | Portuguesa    |
| 5  | C    | Pinheiro      | 13 gennaio 1932 (22 anni)  | -     | Fluminense    |
| 6  | C    | Bauer         | 21 novembre 1925 (28 anni) | -     | São Paulo     |
| 7  | A    | Julinho       | 29 luglio 1929 (24 anni)   | -     | Portuguesa    |
| 8  | A    | Didi          | 8 ottobre 1929 (24 anni)   | -     | Fluminense    |
| 9  | A    | Baltazar      | 14 gennaio 1926 (28 anni)  | -     | Corinthians   |
| 10 | A    | Pinga         | 11 febbraio 1924 (30 anni) | -     | Vasco da Gama |
| 11 | A    | Rodrigues     | 27 giugno 1925 (28 anni)   | -     | Palmeiras     |
| 12 | D    | Paulinho      | 15 aprile 1932 (22 anni)   | -     | Vasco da Gama |
| 13 | D    | Alfredo       | 27 ottobre 1924 (29 anni)  | -     | São Paulo     |
| 14 | C    | Ely           | 14 maggio 1921 (33 anni)   | -     | Vasco da Gama |
| 15 | D    | Mauro         | 30 agosto 1930 (23 anni)   | -     | São Paulo     |
| 16 | C    | Dequinha      | 19 marzo 1928 (26 anni)    | -     | Flamengo      |
| 17 | A    | Maurinho      | 6 giugno 1933 (21 anni)    | -     | São Paulo FC  |
| 18 | A    | Humberto      | 4 febbraio 1934 (20 anni)  | -     | Palmeiras     |
| 19 | A    | Índio         | 1º marzo 1931 (23 anni)    | -     | Flamengo      |
| 20 | A    | Rubens        | 4 novembre 1928 (25 anni)  | -     | Flamengo      |
| 21 | P    | Veludo        | 7 agosto 1930 (23 anni)    | -     | Fluminense    |
| 22 | P    | Cabeção       | 23 agosto 1930 (23 anni)   | -     | Corinthians   |

### Jugoslavia
Commissario tecnico: Aleksandar Tirnanić
| N. | Pos. | Giocatore            | Data nascita (età)         | Pres. | Squadra            |
| -- | ---- | -------------------- | -------------------------- | ----- | ------------------ |
| 1  | P    | Vladimir Beara       | 2 novembre 1928 (25 anni)  | 25    | Hajduk Spalato     |
| 2  | D    | Branko Stanković     | 31 ottobre 1921 (32 anni)  | 50    | Stella Rossa       |
| 3  | D    | Tomislav Crnković    | 17 giugno 1929 (24 anni)   | 17    | Dinamo Zagabria    |
| 4  | D    | Zlatko Čajkovski     | 24 gennaio 1923 (31 anni)  | 51    | Partizan           |
| 5  | C    | Ivan Horvat          | 16 luglio 1926 (27 anni)   | 43    | Dinamo Zagabria    |
| 6  | C    | Vujadin Boškov       | 16 maggio 1931 (23 anni)   | 22    | Vojvodina Novi Sad |
| 7  | A    | Tihomir Ognjanov     | 2 marzo 1927 (27 anni)     | 22    | Stella Rossa       |
| 8  | A    | Rajko Mitić          | 6 settembre 1922 (31 anni) | 47    | Stella Rossa       |
| 9  | A    | Bernard Vukas        | 1º maggio 1927 (27 anni)   | 35    | Hajduk Spalato     |
| 10 | A    | Stjepan Bobek        | 3 dicembre 1923 (30 anni)  | 53    | Partizan           |
| 11 | A    | Branko Zebec         | 17 maggio 1929 (25 anni)   | 22    | Partizan           |
| 12 | P    | Branko Kralj         | 10 marzo 1924 (30 anni)    | 0     | Dinamo Zagabria    |
| 13 | D    | Miljan Zeković       | 15 novembre 1925 (28 anni) | 3     | Stella Rossa       |
| 14 | C    | Lev Mantula          | 8 dicembre 1928 (25 anni)  | 0     | Dinamo Zagabria    |
| 15 | C    | Ljubiša Spajić       | 7 marzo 1926 (28 anni)     | 6     | Stella Rossa       |
| 16 | C    | Sima Milovanov       | 10 aprile 1923 (31 anni)   | 4     | Vojvodina Novi Sad |
| 17 | D    | Bruno Belin          | 16 gennaio 1929 (25 anni)  | 3     | Partizan           |
| 18 | A    | Miloš Milutinović    | 5 febbraio 1933 (21 anni)  | 8     | Partizan           |
| 19 | A    | Zlatko Papec         | 17 gennaio 1934 (20 anni)  | 1     | Hajduk Spalato     |
| 20 | A    | Dionizije Dvornić    | 27 aprile 1926 (28 anni)   | 3     | Dinamo Zagabria    |
| 21 | A    | Todor Veselinović    | 22 ottobre 1930 (23 anni)  | 2     | Vojvodina Novi Sad |
| 22 | A    | Aleksandar Petaković | 6 agosto 1932 (21 anni)    | 0     | Radnicki Belgrado  |

### Francia
Commissario tecnico: Pierre Pibarot
| N. | Pos. | Giocatore            | Data nascita (età)         | Pres. | Squadra         |
| -- | ---- | -------------------- | -------------------------- | ----- | --------------- |
| 1  | P    | François Remetter    | 8 agosto 1928 (25 anni)    | 4     | Metz            |
| 2  | P    | César Ruminski       | 14 giugno 1924 (30 anni)   | 7     | Lilla           |
| 3  | P    | Claude Abbes         | 24 maggio 1927 (27 anni)   | 0     | Saint-Étienne   |
| 4  | D    | Lazare Gianessi      | 9 novembre 1925 (28 anni)  | 12    | Monaco          |
| 5  | D    | Jacques Grimonpon    | 30 luglio 1925 (28 anni)   | 0     | Bordeaux        |
| 6  | D    | Raymond Kaelbel      | 31 gennaio 1932 (22 anni)  | 0     | Strasburgo      |
| 7  | D    | Roger Marche         | 5 marzo 1924 (30 anni)     | 37    | Stade de Reims  |
| 8  | C    | Guillaume Bieganski  | 3 novembre 1932 (21 anni)  | 1     | Lilla           |
| 9  | C    | Antoine Cuissard     | 19 luglio 1924 (29 anni)   | 27    | Nizza           |
| 10 | C    | Robert Jonquet       | 3 maggio 1925 (29 anni)    | 26    | Stade de Reims  |
| 11 | C    | Xercès Louis         | 31 ottobre 1926 (27 anni)  | 0     | Lens            |
| 12 | C    | Jean-Jacques Marcel  | 13 giugno 1931 (23 anni)   | 8     | Sochaux         |
| 13 | A    | Abderrahmane Mahjoub | 25 aprile 1929 (25 anni)   | 2     | Nizza           |
| 14 | D    | Armand Penverne      | 26 novembre 1926 (27 anni) | 11    | Stade de Reims  |
| 15 | C    | Abdelaziz Ben Tifour | 25 luglio 1927 (26 anni)   | 1     | Troyes          |
| 16 | A    | René Dereuddre       | 26 giugno 1930 (23 anni)   | 1     | Tolosa          |
| 17 | A    | Léon Glovacki        | 19 febbraio 1928 (26 anni) | 3     | Stade de Reims  |
| 18 | A    | Raymond Kopa         | 13 ottobre 1931 (22 anni)  | 13    | Stade de Reims  |
| 19 | C    | Michel Leblond       | 10 maggio 1932 (22 anni)   | 1     | Stade de Reims  |
| 20 | A    | Ernest Schultz       | 29 gennaio 1931 (23 anni)  | 0     | Olympique Lione |
| 21 | A    | André Strappe        | 23 febbraio 1928 (26 anni) | 23    | Lilla           |
| 22 | A    | Jean Vincent         | 29 novembre 1930 (23 anni) | 2     | Lilla           |

### Messico
Commissario tecnico:  Antonio López Herranz
| N. | Pos. | Giocatore               | Data nascita (età)         | Pres. | Squadra               |
| -- | ---- | ----------------------- | -------------------------- | ----- | --------------------- |
| 1  | P    | Antonio Carbajal        | 7 giugno 1929 (25 anni)    | 11    | León                  |
| 2  | D    | Narciso López Rodríguez | 18 agosto 1928 (25 anni)   | 3     | Oro                   |
| 3  | C    | Jorge Romo              | 20 aprile 1934 (20 anni)   | 5     | Marte                 |
| 4  | D    | Saturnino Martínez      | 1928 (25-26 anni)          | 6     | Necaxa                |
| 5  | D    | Raúl Cárdenas           | 30 ottobre 1928 (25 anni)  | 4     | CF Puebla             |
| 6  | C    | Rafael Ávalos           | 1926 (27-28 anni)          | 3     | CF Atlante            |
| 7  | A    | Juan Alfredo Torres     | 31 maggio 1931 (23 anni)   | 3     | CF Atlas              |
| 8  | A    | José Naranjo            | 19 marzo 1926 (28 anni)    | 12    | Oro                   |
| 9  | A    | José Luis Lamadrid      | 3 luglio 1930 (23 anni)    | 5     | Necaxa                |
| 10 | A    | Tomás Balcázar          | 21 dicembre 1931 (22 anni) | 9     | Chivas de Guadalajara |
| 11 | A    | Raúl Vasquez Arellano   | 28 febbraio 1935 (19 anni) | 0     | Chivas de Guadalajara |
| 12 | P    | Salvador Mota           | 30 novembre 1922 (31 anni) | 0     | Atlante               |
| 13 | D    | Sergio Bravo            | 7 novembre 1927 (26 anni)  | 6     | UANL Tigres           |
| 14 | C    | Juan González Gómez     | 26 giugno 1924 (29 anni)   | 0     | Atlas                 |
| 15 | A    | Carlos Blanco           | 5 marzo 1928 (26 anni)     | 4     | Necaxa                |
| 16 | C    | Pedro Nájera            | 3 febbraio 1929 (25 anni)  | 0     | Club América          |
| 17 | A    | Carlos Septién          | 18 gennaio 1923 (31 anni)  | 11    | Tampico               |
| 18 | A    | Carlos Carus            |                            | 0     | Club Toluca           |
| 19 | A    | Moises Jinich           |                            | 1     | Atlante               |
| 20 | A    | José Roca               | 24 maggio 1928 (26 anni)   | 7     | CD Zacatepec          |
| 21 | C    | Mario Ochoa             | 7 novembre 1927 (26 anni)  | 5     | Marte                 |
| 22 | A    | Ranulfo Cortés          |                            | 0     | Oro                   |

## Gruppo 2

### Ungheria
Commissario tecnico: Gusztáv Sebes
| N. | Pos. | Giocatore        | Data nascita (età)          | Pres. | Squadra           |
| -- | ---- | ---------------- | --------------------------- | ----- | ----------------- |
| 1  | P    | Gyula Grosics    | 4 febbraio 1926 (28 anni)   | -     | Budapest Honvéd   |
| 2  | D    | Jenő Buzánszky   | 4 maggio 1925 (29 anni)     | -     | Dorogi Bányász    |
| 3  | C    | Gyula Lóránt     | 6 febbraio 1923 (31 anni)   | -     | Budapest Honvéd   |
| 4  | D    | Mihály Lantos    | 29 settembre 1928 (25 anni) | -     | MTK Hungária      |
| 5  | D    | József Bozsik    | 25 novembre 1925 (28 anni)  | -     | Budapest Honvéd   |
| 6  | C    | József Zakariás  | 25 marzo 1924 (30 anni)     | -     | MTK Hungária      |
| 7  | A    | József Tóth      | 16 maggio 1929 (25 anni)    | -     | Csepel SC         |
| 8  | A    | Sándor Kocsis    | 21 settembre 1929 (24 anni) | -     | Budapest Honvéd   |
| 9  | A    | Nándor Hidegkuti | 3 marzo 1922 (32 anni)      | -     | MTK Hungária      |
| 10 | A    | Ferenc Puskás    | 2 aprile 1927 (27 anni)     | -     | Budapest Honvéd   |
| 11 | A    | Zoltán Czibor    | 8 agosto 1929 (24 anni)     | -     | Budapest Honvéd   |
| 12 | D    | Béla Kárpáti     | 30 settembre 1929 (24 anni) | -     | Rába ETO Gyor     |
| 13 | D    | Pál Várhidy      | 6 novembre 1931 (22 anni)   | -     | Újpesti Dózsa     |
| 14 | C    | Imre Kovács      | 26 novembre 1921 (32 anni)  | -     | MTK Hungária      |
| 15 | C    | Ferenc Szojka    | 7 aprile 1931 (23 anni)     | -     | Salgótarjáni BTC  |
| 16 | A    | László Budai     | 19 luglio 1928 (25 anni)    | -     | Budapest Honvéd   |
| 17 | A    | Ferenc Machos    | 30 giugno 1932 (21 anni)    | -     | Budapest Honvéd   |
| 18 | A    | Lajos Csordás    | 6 ottobre 1932 (21 anni)    | -     | Vasas SC          |
| 19 | A    | Péter Palotás    | 27 giugno 1929 (24 anni)    | -     | MTK Hungária      |
| 20 | A    | Mihály Tóth      | 24 settembre 1926 (27 anni) | -     | Újpesti Dózsa     |
| 21 | P    | Sándor Gellér    | 12 luglio 1925 (28 anni)    | -     | MTK Hungária      |
| 22 | P    | Géza Gulyás      | 5 giugno 1931 (23 anni)     | -     | Budapesti Kinizsi |

### Germania Ovest
Commissario tecnico: Sepp Herberger
| N. | Pos. | Giocatore          | Data nascita (età)         | Pres. | Squadra               |
| -- | ---- | ------------------ | -------------------------- | ----- | --------------------- |
| 1  | P    | Toni Turek         | 18 gennaio 1919 (35 anni)  | 13    | Fortuna Düsseldorf    |
| 2  | D    | Fritz Laband       | 1º novembre 1925 (28 anni) | 1     | Amburgo               |
| 3  | D    | Werner Kohlmeyer   | 19 aprile 1924 (30 anni)   | 12    | Kaiserslautern        |
| 4  | D    | Hans Bauer         | 28 luglio 1927 (26 anni)   | 2     | Bayern Monaco         |
| 5  | D    | Herbert Erhardt    | 6 luglio 1930 (23 anni)    | 1     | SpVgg Fürth           |
| 6  | D    | Horst Eckel        | 8 febbraio 1932 (22 anni)  | 8     | Kaiserslautern        |
| 7  | C    | Josef Posipal      | 20 giugno 1927 (26 anni)   | 15    | Amburgo               |
| 8  | C    | Karl Mai           | 27 luglio 1928 (25 anni)   | 3     | SpVgg Fürth           |
| 9  | C    | Paul Mebus         | 9 giugno 1920 (34 anni)    | 5     | Colonia               |
| 10 | C    | Werner Liebrich    | 18 gennaio 1927 (27 anni)  | 2     | Kaiserslautern        |
| 11 | A    | Karl-Heinz Metzner | 9 gennaio 1923 (31 anni)   | 2     | KSV Hessen Kassel     |
| 12 | C    | Helmut Rahn        | 16 agosto 1929 (24 anni)   | 9     | Rot-Weiss Essen       |
| 13 | A    | Max Morlock        | 11 maggio 1925 (29 anni)   | 12    | Norimberga            |
| 14 | A    | Bernhard Klodt     | 26 ottobre 1926 (27 anni)  | 6     | Schalke               |
| 15 | A    | Ottmar Walter      | 6 marzo 1924 (30 anni)     | 11    | Kaiserslautern        |
| 16 | C    | Fritz Walter       | 31 ottobre 1920 (33 anni)  | 38    | Kaiserslautern        |
| 17 | A    | Richard Herrmann   | 20 gennaio 1923 (31 anni)  | 7     | FSV Frankfurt         |
| 18 | C    | Ulrich Biesinger   | 6 agosto 1933 (20 anni)    | 0     | BC Augsburg           |
| 19 | A    | Alfred Pfaff       | 16 luglio 1926 (27 anni)   | 1     | Eintracht Francoforte |
| 20 | A    | Hans Schäfer       | 19 ottobre 1927 (26 anni)  | 5     | Colonia               |
| 21 | P    | Heinz Kubsch       | 20 luglio 1930 (23 anni)   | 1     | FK Pirmasens          |
| 22 | P    | Heinz Kwiatkowski  | 16 luglio 1926 (27 anni)   | 0     | Borussia Dortmund     |

### Turchia
Commissario tecnico:  Sandro Puppo
| N. | Pos. | Giocatore              | Data nascita (età)          | Pres. | Squadra         |
| -- | ---- | ---------------------- | --------------------------- | ----- | --------------- |
| 1  | P    | Turgay Şeren           | 15 maggio 1932 (22 anni)    | 11    | Galatasaray     |
| 2  | D    | Rıdvan Bolatlı         | 2 dicembre 1928 (25 anni)   | 2     | Ankaragücü      |
| 3  | D    | Basri Dirimlili        | 7 giugno 1929 (25 anni)     | 3     | Fenerbahçe      |
| 4  | D    | Mustafa Ertan          | 21 aprile 1926 (28 anni)    | 4     | Ankaragücü      |
| 5  | C    | Çetin Zeybek           | 12 settembre 1932 (21 anni) | 2     | Kasimpasa       |
| 6  | C    | Rober Eryol            | 21 dicembre 1930 (23 anni)  | 5     | Galatasaray     |
| 7  | A    | Erol Keskin            | 2 marzo 1927 (27 anni)      | 1     | Adalet Istanbul |
| 8  | A    | Suat Mamat             | 8 novembre 1930 (23 anni)   | 2     | Galatasaray     |
| 9  | A    | Feridun Buğeker        | 5 aprile 1933 (21 anni)     | 3     | Fenerbahçe      |
| 10 | A    | Burhan Sargun          | 11 febbraio 1929 (25 anni)  | 5     | Fenerbahçe      |
| 11 | A    | Lefter Küçükandonyadis | 29 gennaio 1926 (28 anni)   | 3     | Fenerbahçe      |
| 12 | P    | Şükrü Ersoy            | 14 gennaio 1934 (20 anni)   | 3     | Ankaragücü      |
| 13 | D    | Bülent Eken            | 2 dicembre 1928 (25 anni)   | 11    | Galatasaray     |
| 14 | D    | Ali Beratlıgil         | 21 ottobre 1931 (22 anni)   | 2     | Galatasaray     |
| 15 | C    | Mehmet Dinçer          | 20 febbraio 1933 (21 anni)  | 0     | Fenerbahçe      |
| 16 | D    | Nedim Günar            | 1º gennaio 1932 (22 anni)   | 0     | Fenerbahçe      |
| 17 | D    | Naci Erdem             | 28 gennaio 1931 (23 anni)   | 0     | Fenerbahçe      |
| 18 | D    | Akgün Kaçmaz           | 1935 (18-19 anni)           | 1     | Ankaragücü      |
| 19 | D    | Ahmet Berman           | 1º gennaio 1932 (22 anni)   | 0     | Beşiktaş        |
| 20 | A    | Necmi Onarıcı          | 2 novembre 1925 (28 anni)   | 0     | Adalet Istanbul |
| 21 | A    | Kadri Aytaç            | 6 agosto 1931 (22 anni)     | 0     | Galatasaray     |
| 22 | A    | Coşkun Taş             | 23 aprile 1935 (19 anni)    | 2     | Ankaragücü      |

### Corea del Sud
Commissario tecnico: Kim Yong-Sik
| N. | Pos. | Giocatore       | Data nascita (età)         | Pres. | Squadra            |
| -- | ---- | --------------- | -------------------------- | ----- | ------------------ |
| 1  | P    | Hong Deok-Young | 5 maggio 1921 (33 anni)    | -     | Seoul Army Club    |
| 2  | D    | Park Kyu-Chong  | 12 giugno 1924 (30 anni)   | -     | Seoul Army Club    |
| 3  | D    | Park Yae-Seung  | 1º aprile 1923 (31 anni)   | -     | Seoul Army Club    |
| 4  | C    | Kang Chang-Gi   | 28 agosto 1928 (25 anni)   | -     | Seoul Army Club    |
| 5  | C    | Lee Sang-Yi     | 1922 (31-32 anni)          | -     | Seoul Army Club    |
| 6  | D    | Min Byung-Dae   | 20 febbraio 1918 (36 anni) | -     | Anyang LG Cheetahs |
| 7  | A    | Lee Seo-Nam     | 2 febbraio 1927 (27 anni)  | -     | Seoul Army Club    |
| 8  | A    | Choi Chung-Min  | 30 agosto 1930 (23 anni)   | -     | Seoul Army Club    |
| 9  | A    | Woo Sang-Kwon   | 22 dicembre 1929 (24 anni) | -     | Seoul Army Club    |
| 10 | A    | Sung Nak-Woon   | 2 febbraio 1926 (28 anni)  | -     | Seoul Army Club    |
| 11 | C    | Chung Nam-Sik   | 16 febbraio 1917 (37 anni) | -     | Seoul Army Club    |
| 12 | P    | Ham Heung-Chul  | 17 novembre 1930 (23 anni) | -     | Seoul Army Club    |
| 13 | D    | Lee Chong-Kap   | 18 marzo 1920 (34 anni)    | -     | Wonjoo             |
| 14 | D    | Han Chang-Wha   | 3 novembre 1922 (31 anni)  | -     | Seoul Army Club    |
| 15 | C    | Kim Ji-Sung     | 7 novembre 1924 (29 anni)  | -     | Seoul Army Club    |
| 16 | C    | Choo Young-Kwan | 15 luglio 1931 (22 anni)   | -     | Seoul Army Club    |
| 17 | A    | Park Il-Kap     | 21 marzo 1926 (28 anni)    | -     | Seoul Army Club    |
| 18 | A    | Choi Young-Keun | 8 febbraio 1923 (31 anni)  | -     | Seoul Army Club    |
| 19 | A    | Lee Ki-Joo      | 12 novembre 1926 (27 anni) | -     | Pusan University   |
| 20 | A    | Chung Kook-Chin | 2 gennaio 1917 (37 anni)   | -     | Wonsan University  |

La Corea del Sud convocò solo 20 giocatori.

## Gruppo 3

### Uruguay
Commissario tecnico: Juan López Fontana
| N. | Pos. | Giocatore                | Data nascita (età)          | Pres. | Squadra                |
| -- | ---- | ------------------------ | --------------------------- | ----- | ---------------------- |
| 1  | P    | Roque Máspoli            | 12 ottobre 1917 (36 anni)   | -     | Peñarol                |
| 2  | D    | José Santamaría          | 31 luglio 1929 (24 anni)    | -     | Nacional Montevideo    |
| 3  | D    | William Martínez         | 13 gennaio 1928 (26 anni)   | -     | Rampla Juniors         |
| 4  | D    | Víctor Rodríguez Andrade | 2 maggio 1927 (27 anni)     | -     | Peñarol                |
| 5  | C    | Obdulio Varela           | 20 settembre 1917 (36 anni) | -     | Peñarol                |
| 6  | C    | Roberto Leopardi         | 19 luglio 1933 (20 anni)    | -     | Nacional Montevideo    |
| 7  | A    | Julio Abbadie            | 7 settembre 1930 (23 anni)  | -     | Peñarol                |
| 8  | A    | Juan Hohberg             | 8 ottobre 1929 (24 anni)    | -     | Peñarol                |
| 9  | A    | Oscar Míguez             | 5 dicembre 1927 (26 anni)   | -     | Peñarol                |
| 10 | A    | Juan Alberto Schiaffino  | 28 luglio 1925 (28 anni)    | -     | Peñarol                |
| 11 | A    | Carlos Borges            | 14 gennaio 1932 (22 anni)   | -     | Peñarol                |
| 12 | P    | Julio Maceiras           | 22 aprile 1926 (28 anni)    | -     | Danubio                |
| 13 | D    | Mirto Davoine            | 13 febbraio 1933 (21 anni)  | -     | Peñarol                |
| 14 | D    | Eusebio Tejera           | 6 gennaio 1922 (32 anni)    | -     | Defensor Sporting Club |
| 15 | C    | Urbano Rivera            | 1º aprile 1926 (28 anni)    | -     | Danubio                |
| 16 | C    | Néstor Carballo          | 3 febbraio 1929 (25 anni)   | -     | Nacional Montevideo    |
| 17 | C    | Luis Cruz                | 28 aprile 1925 (29 anni)    | -     | Nacional Montevideo    |
| 18 | A    | Rafael Souto             | 24 ottobre 1930 (23 anni)   | -     | Nacional Montevideo    |
| 19 | A    | Javier Ambrois           | 9 maggio 1932 (22 anni)     | -     | Nacional Montevideo    |
| 20 | A    | Omar Méndez              | 7 agosto 1934 (19 anni)     | -     | Nacional Montevideo    |
| 21 | A    | Julio Pérez              | 19 giugno 1926 (27 anni)    | -     | Nacional Montevideo    |
| 22 | A    | Luis Castro              | 31 luglio 1921 (32 anni)    | -     | Defensor Sporting Club |

### Austria
Commissario tecnico: Walter Nausch
| N. | Pos. | Giocatore          | Data nascita (età)          | Pres. | Squadra        |
| -- | ---- | ------------------ | --------------------------- | ----- | -------------- |
| 1  | P    | Kurt Schmied       | 14 giugno 1926 (28 anni)    | -     | First Vienna   |
| 2  | D    | Gerhard Hanappi    | 16 febbraio 1929 (25 anni)  | -     | Rapid Vienna   |
| 3  | C    | Ernst Happel       | 29 novembre 1925 (28 anni)  | -     | Rapid Vienna   |
| 4  | D    | Leopold Barschandt | 12 agosto 1925 (28 anni)    | -     | Wiener SC      |
| 5  | D    | Ernst Ocwirk       | 7 marzo 1926 (28 anni)      | -     | Austria Vienna |
| 6  | C    | Karl Koller        | 8 febbraio 1929 (25 anni)   | -     | First Vienna   |
| 7  | A    | Robert Körner      | 21 agosto 1924 (29 anni)    | -     | Rapid Vienna   |
| 8  | D    | Walter Schleger    | 19 settembre 1929 (24 anni) | -     | Austria Vienna |
| 9  | A    | Theodor Wagner     | 6 agosto 1927 (26 anni)     | -     | Wacker Vienna  |
| 10 | C    | Erich Probst       | 5 dicembre 1927 (26 anni)   | -     | Rapid Vienna   |
| 11 | A    | Alfred Körner      | 14 febbraio 1926 (28 anni)  | -     | Rapid Vienna   |
| 12 | C    | Karl Stotz         | 27 marzo 1927 (27 anni)     | -     | Austria Vienna |
| 13 | C    | Walter Kollmann    | 17 giugno 1932 (21 anni)    | -     | Wacker Vienna  |
| 14 | C    | Karl Giesser       | 29 ottobre 1928 (25 anni)   | -     | Rapid Vienna   |
| 15 | P    | Franz Pelikan      | 6 novembre 1925 (28 anni)   | -     | Wacker Vienna  |
| 16 | P    | Walter Zeman       | 1º maggio 1927 (27 anni)    | -     | Rapid Vienna   |
| 17 | C    | Alfred Teinitzer   | 29 luglio 1929 (24 anni)    | -     | LASK Linz      |
| 18 | C    | Johann Riegler     | 17 luglio 1929 (24 anni)    | -     | Rapid Vienna   |
| 19 | A    | Robert Dienst      | 1º marzo 1928 (26 anni)     | -     | Rapid Vienna   |
| 20 | D    | Paul Halla         | 10 aprile 1931 (23 anni)    | -     | Rapid Vienna   |
| 21 | A    | Ernst Stojaspal    | 14 gennaio 1925 (29 anni)   | -     | Austria Vienna |
| 22 | A    | Walter Haummer     | 22 novembre 1928 (25 anni)  | -     | Wacker Vienna  |

### Cecoslovacchia
Commissario tecnico: Karol Borhy
| N. | Pos. | Giocatore          | Data nascita (età)         | Pres. | Squadra                 |
| -- | ---- | ------------------ | -------------------------- | ----- | ----------------------- |
| 1  | P    | Theodor Reimann    | 10 febbraio 1921 (33 anni) | -     | Slovan Bratislava       |
| 2  | D    | František Šafránek | 2 gennaio 1931 (23 anni)   | -     | ÚDA Praga               |
| 3  | C    | Svatopluk Pluskal  | 28 ottobre 1930 (23 anni)  | -     | ÚDA Praga               |
| 4  | D    | Ladislav Novák     | 5 dicembre 1931 (22 anni)  | -     | ÚDA Praga               |
| 5  | D    | Jiří Trnka         | 2 dicembre 1926 (27 anni)  | -     | ÚDA Praga               |
| 6  | C    | Michal Benedikovič | 31 maggio 1923 (31 anni)   | -     | Slovan Bratislava       |
| 7  | A    | Ladislav Hlaváček  | 26 giugno 1925 (28 anni)   | -     | ÚDA Praga               |
| 8  | A    | Otto Hemele        | 22 gennaio 1926 (28 anni)  | -     | ÚDA Praga               |
| 9  | A    | Anton Malatinský   | 15 gennaio 1920 (34 anni)  | -     | Baník Handlová          |
| 10 | A    | Emil Pažický       | 14 ottobre 1927 (26 anni)  | -     | Slovan Bratislava       |
| 11 | A    | Jiří Pešek         | 4 giugno 1927 (27 anni)    | -     | Spartak Pragha Sokolovo |
| 12 | D    | Anton Krásnohorský | 22 ottobre 1925 (28 anni)  | -     | Iskra Žilina            |
| 13 | C    | Jiří Hledík        | 19 aprile 1929 (25 anni)   | -     | Krídla vlasti Olomouc   |
| 14 | C    | Jan Hertl          | 23 gennaio 1929 (25 anni)  | -     | ÚDA Praga               |
| 15 | A    | Ladislav Kačáni    | 1º aprile 1931 (23 anni)   | -     | CH Bratislava           |
| 16 | C    | Zdeněk Procházka   | 12 gennaio 1928 (26 anni)  | -     | Spartak Praha Sokolovo  |
| 17 | A    | Tadeusz Kraus      | 22 ottobre 1932 (21 anni)  | -     | Krídla vlasti Olomouc   |
| 18 | A    | Josef Majer        | 8 giugno 1925 (29 anni)    | -     | Baník Kladno            |
| 19 | A    | Jaroslav Košnar    | 17 agosto 1930 (23 anni)   | -     | CH Bratislava           |
| 20 | A    | Kazimír Gajdoš     | 28 marzo 1934 (20 anni)    | -     | Tatran Prešov           |
| 21 | P    | Imrich Stacho      | 4 novembre 1931 (22 anni)  | -     | Tankista Praga          |
| 22 | P    | Viliam Schrojf     | 2 agosto 1931 (22 anni)    | -     | Krídla vlasti Olomouc   |

### Scozia
Commissario tecnico: Andy Beattie
| N. | Pos. | Giocatore         | Data nascita (età)         | Pres. | Squadra            |
| -- | ---- | ----------------- | -------------------------- | ----- | ------------------ |
| 1  | P    | Fred Martin       | 13 maggio 1929 (25 anni)   | 2     | Aberdeen           |
| 2  | D    | Willie Cunningham | 22 febbraio 1925 (29 anni) | 3     | Preston North End  |
| 3  | D    | Jock Aird         | 18 febbraio 1926 (28 anni) | 2     | Burnley            |
| 4  | D    | Bobby Evans       | 16 luglio 1927 (26 anni)   | 17    | Celtic             |
| 5  | D    | Tommy Docherty    | 24 agosto 1928 (25 anni)   | 5     | Preston North End  |
| 6  | C    | Jimmy Davidson    | 8 novembre 1925 (28 anni)  | 2     | Partick Thistle    |
| 7  | C    | Doug Cowie        | 1º maggio 1926 (28 anni)   | 6     | Dundee             |
| 8  | A    | John Mackenzie    | 4 settembre 1925 (28 anni) | 4     | Partick Thistle    |
| 9  | A    | George Hamilton   | 7 dicembre 1917 (36 anni)  | 5     | Aberdeen           |
| 10 | A    | Allan Brown       | 12 ottobre 1926 (27 anni)  | 11    | Blackpool          |
| 11 | A    | Neil Mochan       | 6 aprile 1927 (27 anni)    | 1     | Celtic             |
| 12 | A    | Willie Fernie     | 22 novembre 1928 (25 anni) | 1     | Celtic             |
| 13 | A    | Willie Ormond     | 23 febbraio 1927 (27 anni) | 3     | Hibernian          |
| 14 | P    | John Anderson*    | 8 dicembre 1929 (24 anni)  | 1     | Leicester City     |
| 15 | A    | Bobby Johnstone*  | 7 settembre 1929 (24 anni) | 11    | Hibernian          |
| 16 | A    | Jackie Henderson* | 17 gennaio 1932 (22 anni)  | 4     | Portsmouth         |
| 17 | C    | David Mathers*    | 25 ottobre 1931 (22 anni)  | 1     | Partick Thistle    |
| 18 | D    | Alex Wilson*      | 29 ottobre 1933 (20 anni)  | 1     | Portsmouth         |
| 19 | A    | Jimmy Binning*    | 5 luglio 1927 (26 anni)    | 0     | Queen of the South |
| 20 | A    | Bobby Combe*      | 29 febbraio 1924 (30 anni) | 3     | Hibernian          |
| 21 | A    | Ernie Copland*    | 15 aprile 1927 (27 anni)   | 0     | Raith Rovers       |
| 22 | A    | Ian McMillan*     | 18 marzo 1931 (23 anni)    | 3     | Airdrieonians      |

*Solo 13 giocatori si recarono effettivamente in Svizzera per disputare il torneo. Anderson, Henderson, Mathers, Wilson, Binning, Combe, Copland e McMillan rimasero in patria come riserve a disposizione. Johnstone prese parte alla spedizione ma fece ritorno a casa per un infortunio occorsogli prima dell'inizio del torneo e fu sostituito da Hamilton.

## Gruppo 4

### Inghilterra
Commissario tecnico: Walter Winterbottom
| N. | Pos. | Giocatore        | Data nascita (età)          | Pres. | Squadra                 |
| -- | ---- | ---------------- | --------------------------- | ----- | ----------------------- |
| 1  | P    | Gil Merrick      | 26 gennaio 1922 (32 anni)   | 20    | Birmingham City         |
| 2  | D    | Ron Staniforth   | 13 aprile 1924 (30 anni)    | 3     | Huddersfield Town       |
| 3  | D    | Roger Byrne      | 8 settembre 1929 (24 anni)  | 3     | Manchester Utd          |
| 4  | D    | Billy Wright     | 6 febbraio 1924 (30 anni)   | 58    | Wolverhampton Wanderers |
| 5  | C    | Syd Owen         | 28 febbraio 1922 (32 anni)  | 2     | Luton Town              |
| 6  | C    | Jimmy Dickinson  | 24 aprile 1925 (29 anni)    | 35    | Portsmouth              |
| 7  | A    | Stanley Matthews | 1º febbraio 1915 (39 anni)  | 36    | Blackpool               |
| 8  | A    | Ivor Broadis     | 18 dicembre 1922 (31 anni)  | 11    | Newcastle Utd           |
| 9  | A    | Nat Lofthouse    | 27 agosto 1925 (28 anni)    | 19    | Bolton Wanderers        |
| 10 | A    | Tommy Taylor     | 29 gennaio 1932 (22 anni)   | 3     | Manchester Utd          |
| 11 | A    | Tom Finney       | 5 aprile 1922 (32 anni)     | 51    | Preston North End       |
| 12 | P    | Ted Burgin       | 29 aprile 1927 (27 anni)    | 0     | Sheffield United        |
| 13 | D    | Ken Green        | 27 aprile 1924 (30 anni)    | 0     | Birmingham City         |
| 14 | C    | Bill McGarry     | 10 giugno 1927 (27 anni)    | 0     | Huddersfield Town       |
| 15 | A    | Dennis Wilshaw   | 11 marzo 1926 (28 anni)     | 1     | Wolverhampton Wanderers |
| 16 | C    | Albert Quixall   | 9 agosto 1933 (20 anni)     | 3     | Sheffield Wednesday     |
| 17 | A    | Jimmy Mullen     | 6 gennaio 1923 (31 anni)    | 11    | Wolverhampton Wanderers |
| 18 | D    | Allenby Chilton* | 16 settembre 1918 (35 anni) | 2     | Manchester Utd          |
| 19 | C    | Ken Armstrong*   | 3 giugno 1924 (30 anni)     | 0     | Chelsea                 |
| 20 | C    | Bedford Jezzard* | 19 ottobre 1927 (26 anni)   | 1     | Fulham                  |
| 21 | C    | Johnny Haynes*   | 17 ottobre 1934 (19 anni)   | 0     | Fulham                  |
| 22 | A    | Harry Hooper*    | 14 giugno 1933 (21 anni)    | 0     | West Ham United         |

* Solo 17 dei 22 convocati si recarono effettivamente in Svizzera per disputare il Mondiale. Gli altri cinque (Ken Armstrong, Allenby Chilton, Johnny Haynes, Harry Hooper e Bedford Jezzard) restarono in patria a disposizione nel caso si rendesse necessaria una loro chiamata, che peraltro non giunse mai.

### Svizzera
Commissario tecnico:  Karl Rappan

### Italia
Commissario tecnico:  Lajos Czeizler
| N. | Pos. | Giocatore            | Data nascita (età)          | Pres. | Squadra    |
| -- | ---- | -------------------- | --------------------------- | ----- | ---------- |
| 1  | P    | Giorgio Ghezzi       | 10 luglio 1930 (23 anni)    | 1     | Inter      |
| 2  | D    | Guido Vincenzi       | 14 luglio 1932 (21 anni)    | 1     | Inter      |
| 3  | D    | Giovanni Giacomazzi  | 18 gennaio 1928 (26 anni)   | 1     | Inter      |
| 4  | C    | Maino Neri           | 30 giugno 1924 (29 anni)    | 6     | Inter      |
| 5  | D    | Omero Tognon         | 3 marzo 1924 (30 anni)      | 11    | Milan      |
| 6  | C    | Fulvio Nesti         | 8 giugno 1925 (29 anni)     | 2     | Inter      |
| 7  | A    | Ermes Muccinelli     | 28 luglio 1927 (26 anni)    | 9     | Juventus   |
| 8  | C    | Egisto Pandolfini    | 19 febbraio 1926 (28 anni)  | 14    | Roma       |
| 9  | A    | Carlo Galli          | 6 marzo 1931 (23 anni)      | 2     | Roma       |
| 10 | A    | Gino Cappello        | 2 giugno 1920 (34 anni)     | 10    | Bologna    |
| 11 | A    | Benito Lorenzi       | 20 dicembre 1925 (28 anni)  | 11    | Inter      |
| 12 | P    | Giovanni Viola       | 26 giugno 1926 (27 anni)    | 0     | Juventus   |
| 13 | D    | Ardico Magnini       | 21 ottobre 1928 (25 anni)   | 4     | Fiorentina |
| 14 | D    | Sergio Cervato       | 22 marzo 1929 (25 anni)     | 11    | Fiorentina |
| 15 | C    | Giacomo Mari         | 17 ottobre 1924 (29 anni)   | 7     | Juventus   |
| 16 | D    | Rino Ferrario        | 7 dicembre 1926 (27 anni)   | 1     | Juventus   |
| 17 | C    | Armando Segato       | 3 maggio 1930 (24 anni)     | 3     | Fiorentina |
| 18 | A    | Gino Pivatelli       | 27 marzo 1933 (21 anni)     | 0     | Bologna    |
| 19 | A    | Giampiero Boniperti  | 4 luglio 1928 (25 anni)     | 22    | Juventus   |
| 20 | C    | Guido Gratton        | 23 settembre 1932 (21 anni) | 1     | Fiorentina |
| 21 | A    | Amleto Frignani      | 1º marzo 1932 (22 anni)     | 8     | Milan      |
| 22 | P    | Leonardo Costagliola | 27 ottobre 1921 (32 anni)   | 3     | Fiorentina |

### Belgio
Commissario tecnico:  Doug Livingstone
| N. | Pos. | Giocatore               | Data nascita (età)          | Pres. | Squadra                |
| -- | ---- | ----------------------- | --------------------------- | ----- | ---------------------- |
| 1  | P    | Léopold Gernaey         | 25 febbraio 1927 (27 anni)  | 7     | K.V. Oostende          |
| 2  | D    | Marcel Dries            | 19 settembre 1929 (24 anni) | 7     | Berchem Sport          |
| 3  | D    | Alfons Van Brandt       | 24 giugno 1927 (26 anni)    | 18    | Lierse                 |
| 4  | D    | Constant Huysmans       | 11 ottobre 1928 (25 anni)   | 5     | KV Beerschot Antwerpen |
| 5  | C    | Louis Carré             | 7 gennaio 1925 (29 anni)    | 39    | Royal FC Liegeois      |
| 6  | C    | Victor Mees             | 22 aprile 1927 (27 anni)    | 31    | Anversa                |
| 7  | C    | Jozef Vliers            | 18 dicembre 1932 (21 anni)  | 0     | Royal Beerschot a.C.   |
| 8  | A    | Denis Houf              | 16 febbraio 1932 (22 anni)  | 0     | Standard Liegi         |
| 9  | A    | Henrik Coppens          | 29 aprile 1930 (24 anni)    | 32    | Royal Beerschot a.C.   |
| 10 | A    | Léopold Anoul           | 19 agosto 1922 (31 anni)    | 45    | Royal FC Liegeois      |
| 11 | A    | Joseph Mermans          | 16 febbraio 1922 (32 anni)  | 45    | Anderlecht             |
| 12 | P    | Charles Geerts          | 29 ottobre 1930 (23 anni)   | 0     | KV Beerschot Antwerpen |
| 13 | D    | Henri Dirickx           | 7 luglio 1927 (26 anni)     | 13    | Union St. Gilloise     |
| 14 | C    | Robert Van Kerckhoven   | 1º ottobre 1924 (29 anni)   | 5     | Daring Bruxelles       |
| 15 | A    | Hippolyte Van den Bosch | 30 aprile 1926 (28 anni)    | 2     | Anderlecht             |
| 16 | A    | Pieter Van den Bosch    | 31 ottobre 1927 (26 anni)   | 0     | Anderlecht             |
| 17 | P    | Raymond Ausloos         | 12 maggio 1928 (26 anni)    | 0     | White Star Woluwe      |
| 18 | D    | Jef Van der Linden      | 2 novembre 1927 (26 anni)   | 0     | Anversa                |
| 19 | C    | Jo Backaert             | 5 agosto 1921 (32 anni)     | 0     | Charleroi SC           |
| 20 | C    | Robert Maertens         | 24 gennaio 1930 (24 anni)   | 11    | Anversa                |
| 21 | C    | Jean Van Steen          | 2 giugno 1929 (25 anni)     | 5     | Anderlecht             |
| 22 | A    | Luc Van Hoyweghen       | 1º gennaio 1929 (25 anni)   | 0     | Daring Bruxelles       |